# اشچینسکو
اشچینسکو (به لاتین: Trzcińsko) یک منطقهٔ مسکونی در لهستان است که در استان سیلزی سفلی واقع شده‌است.